# بالگرد رادیوکنترل

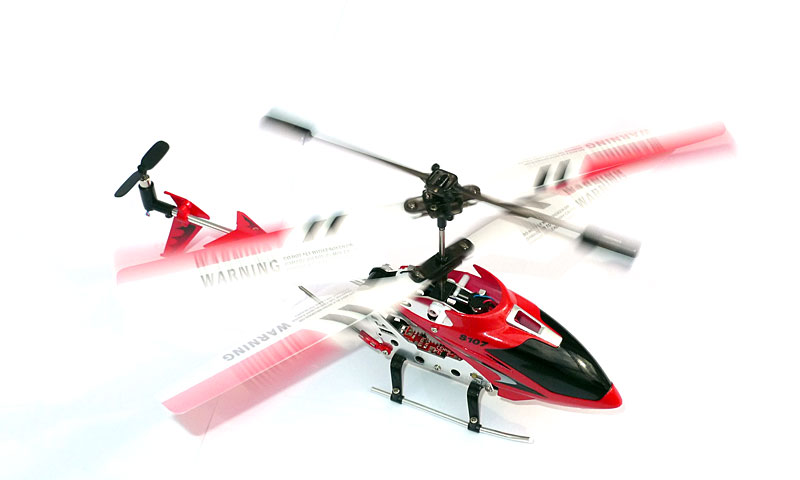
شروع حرکت پره‌های یک هلی‌کوپتر مدل

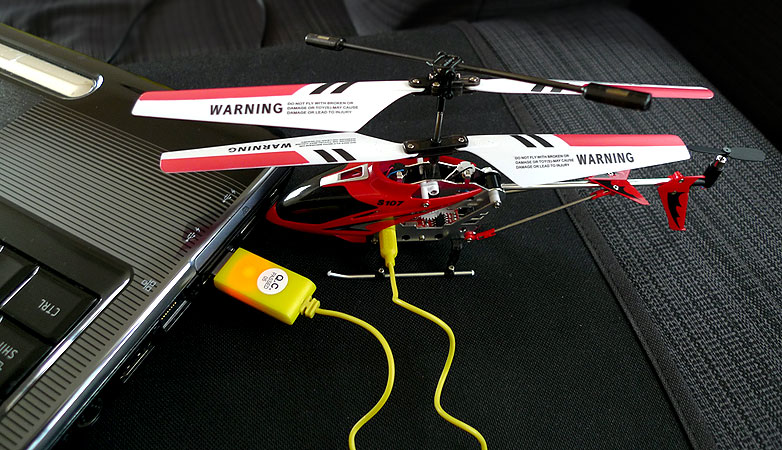
یک هلی‌کوپتر مدل در حال شارژ باتری از طریق پورت یواس‌بی یک لپ‌تاپ

هلی‌کوپتر رادیو کنترل، هلی‌کوپتر کنترل از راه دور یا هلی‌کوپتر آرسی وسیله پرنده‌ای است که پرواز آن توسط امواج رادیویی کنترل می‌شود.
هلی‌کوپترهای مدل، دارای ساختمان، موتور، سوخت یا منبع تولید انرژی متفاوتی هستند.